# (37643) 1994 AX6
1994 AX6 (asteroide 37643) é um asteroide da cintura principal. Possui uma excentricidade de 0.21256830 e uma inclinação de 0.60635º.
Este asteroide foi descoberto no dia 7 de janeiro de 1994 por Spacewatch em Kitt Peak.